# Messier 110
Messier 110 (M110) även känd som NGC 205, är en elliptisk galax som ligger ungefär en halv grad från Andromedagalaxen (M31). M110 är en satellitgalax till M31  och har en skenbar magnitud på 7,9. I ett 100 mm teleskop ser M110 ut som en utdragen ljusfläck som blir ljusare in mot centrum.
Messier 110 observerades första gången den 10 augusti 1773  av Charles Messier men hans observation publicerades först 1801, separat från hans katalog. Oberoende av Messier upptäckte Caroline Herschel galaxen den 27 augusti 1783. Hennes upptäckt beskrevs 1785 av brodern William Herschel. Vetenskapshistorikern K. G. Jones lade 1966 i efterhand till M110 som det sista objektet i Messiers katalog.

## Egenskaper
Messier 110 har en morfologisk klassificering av pec dE5, vilket anger en elliptisk dvärggalax med en tillplattning på 50 procent. Den är betecknad som märklig (pec) på grund av stoftfläckar och unga blå stjärnor nära dess centrum. Detta är ovanligt för elliptiska dvärggalaxer i allmänhet, och orsaken är oklar. Till skillnad från M32 saknar M110 bevis för ett supermassivt svart hål i centrum.
Det interstellära stoftet i Messier 110 har en massa på (1,1–1,8)×104 solmassor med en temperatur på 18–22 K, och den interstellära gasen utgör (4–7)×106 solmassor. Den inre regionen har omfattande svagheter i dess interstellära medium IM, troligen utspritt av supernovaexplosioner. Tidvatteninteraktioner med M31 kan ha tagit bort en betydande del av den fördrivna gasen och stoftet, vilket gör att galaxen som helhet, som den uppträder, brister i sin IM-densitet.
Novor har upptäckts i galaxen, inklusive den som upptäcktes 1999, och en annan 2002. Den senare, EQ J004015.8+414420, hade också visats på bilder tagna av Sloan Digital Sky Survey (SDSS).

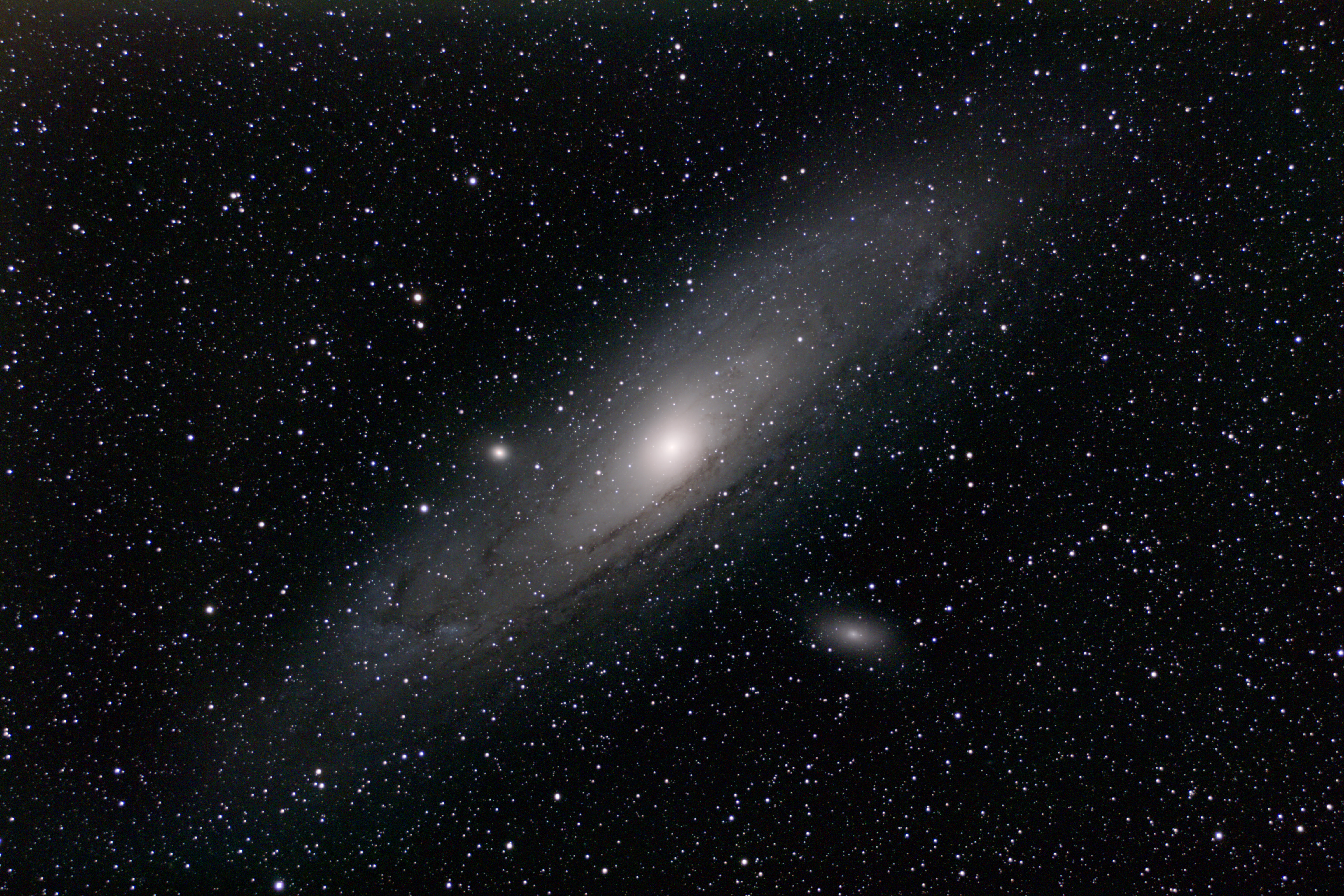
På den här bilden av Andromedagalaxen är Messier 110 nere till höger i mitten.

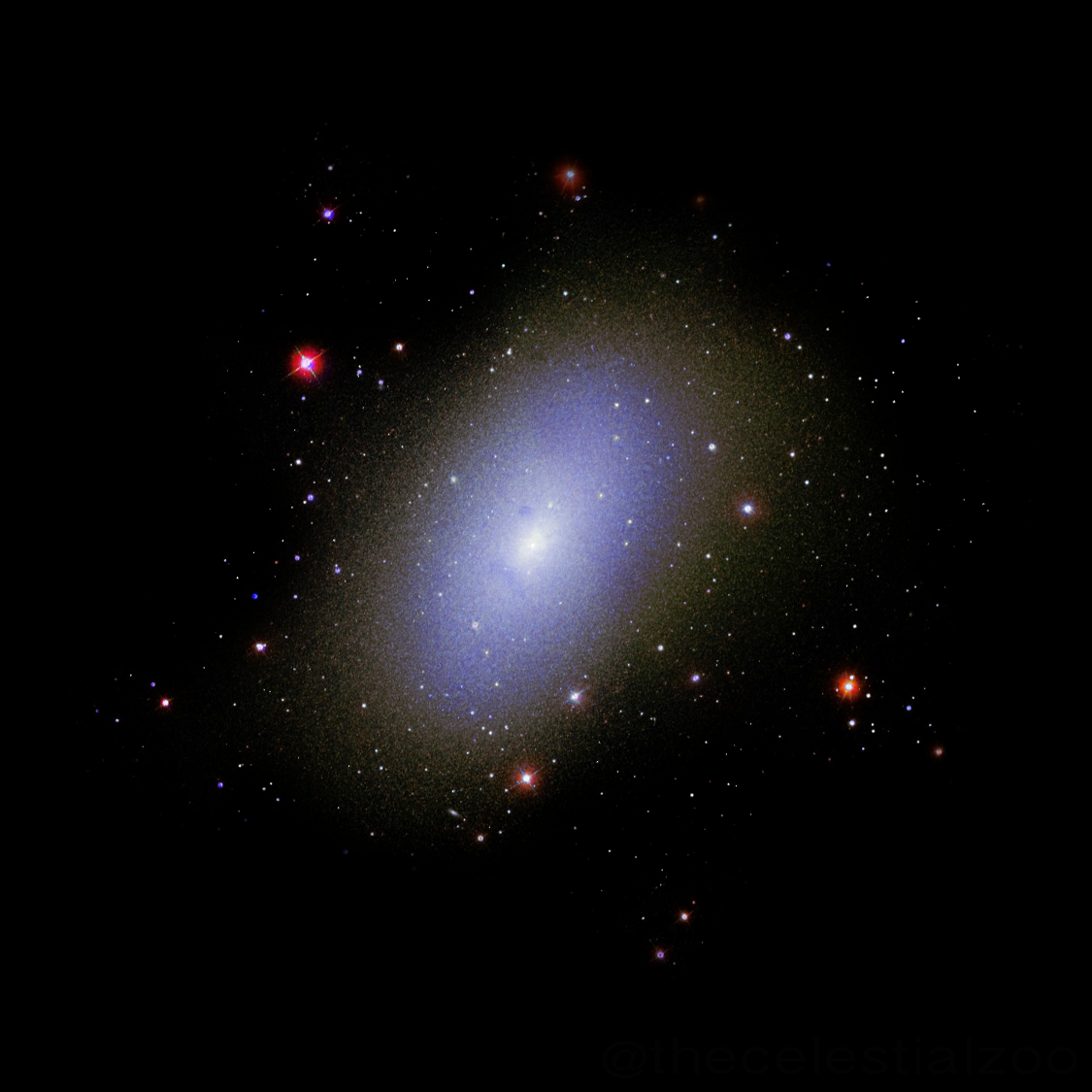
SDSS bild av Messier 110/NGC 205. Orelaterade objekt har redigerats bort.

## Lokalisering
Omkring hälften av Andromedagalaxens satellitgalaxer kretsar kring denna i ett mycket tillplattat plan, där 14 av 16 följer samma rotation. En teori säger att dessa 16 en gång tillhörde en subhalo som omger M110, då gruppen bröts upp av tidvattenkrafter under ett nära möte med Andromeda.